# Leningrad-Klasse
Die Leningrad-Klasse war eine  Schiffsklasse von sechs Großzerstörern für die sowjetische Marine (russisch Военно-Морской Флот СССР Wojenno-Morskoij flot SSSR) im Zweiten Weltkrieg. Die Schiffe waren als Flottillenführer geplant und gebaut. Sie war der Vorgänger der Taschkent-Klasse. Zwei Schiffe der Klasse gingen während des Zweiten Weltkriegs verloren.

## Konstruktionsgeschichte
Die ersten drei Schiffe der Leningrad-Klasse wurden im ersten sowjetischen Fünfjahresplan als Projekt 1 gefordert. Ursprünglich war geplant, eine vergrößerte Version der Codrington – dem Flottillenführer der britischen A-Klasse – zu bauen. Man entschied sich dann aber dafür, die französischen Großzerstörer der Vauquelin-Klasse zu kopieren, da diese größer und schneller und zudem in der Lage waren, alleine zu operieren. Zum Zeitpunkt des Baubeginns waren die Schiffe der Leningrad-Klasse die größten in sowjetischen Werften gebauten Schiffe. Das Projekt hatte mit Verzögerungen und Entwicklungsproblemen zu kämpfen, bedingt auch durch die Selbstüberschätzung sowjetischer Schiffsbauer. Die vorher gebaute Uragan-Klasse hatte lediglich ein Drittel der Größe der Leningrad-Klasse. Die im zweiten Fünfjahresplan geforderten drei Schiffe (Projekt 38) waren minimal länger als diejenigen aus Projekt 1, ansonsten aber bau- und ausrüstungsgleich.

## Maschinenanlage
Die Antriebsanlage der Leningrad-Klasse bestand aus drei Wasserrohrkesseln und drei Dampfturbinen. Diese trieben über drei Antriebswellen die drei Schrauben an. Die Maschinen leisteten 66.000 WPS. Damit konnte eine Höchstgeschwindigkeit von bis zu 40 kn (etwa 74 km/h) erreicht werden. Das Typschiff Leningrad erreichte am 5. November 1936 bei einer Testfahrt die Spitzengeschwindigkeit von 43 kn (etwa 80 km/h). Die Klasse konnte 610 t Treibstoff bunkern und hatte damit bei 20 kn (etwa 37 km/h) eine Reichweite von 2.100 sm (3.900 km).
Das Besondere an der Konstruktion war, dass sowohl die drei Kesselräume als auch die drei Turbinenräume baulich voneinander getrennt waren. Damit wollte man verhindern, dass bei einem Treffer das Schiff manövrierunfähig wurde. Kessel- und Getrieberaum 1 und 2 für die äußeren Antriebswellen befanden sich unter dem vorderen Schornstein, Kessel- und Getrieberaum 3 für die zentrale Antriebswelle befanden sich hinter dem hinteren Schornstein.

## Bewaffnung
Die Hauptartillerie der Leningrad-Klasse bestand aus fünf 130-mm-Geschützen B13 Modell 1936 in Einzelaufstellung. Diese Kanone konnte eine 33,5 Kilogramm schwere Granate über eine maximale Distanz von 25.500 m feuern. Mit den Geschützen konnten sechs bis zehn Schuss pro Minute abgefeuert werden.
Als Flugabwehrbewaffnung verfügte die Leningrad-Klasse bei ihrer Indienststellung über zwei 76,2-mm-Flak Modell 1935 (34-K) und zwei 45-mm-Flak (21-K) jeweils in Einzelaufstellung.
Als Torpedobewaffnung verfügten die Zerstörer über acht Torpedorohre in zwei Vierergruppen für die sowjetischen 533-mm-Torpedos. Zur U-Boot-Abwehr führte die Leningrad-Klasse 52 Wasserbomben mit. Zudem konnten bis zu 115 Seeminen mitgeführt werden.

## Sensoren
Die Leningrad-Klasse verfügte über ein Arktur-Hydrophon. Dieses war allerdings äußerst eingeschränkt, da das Schiff sich bei der Nutzung des Arktur mit maximal 3 kn bewegen dufte. Im Laufe des Krieges wurden die Schiffe der Klasse mit britischem ASDIC-Sonar und radargestützter Feuerleitung Typ 285 ausgerüstet. Von den USA erhielten sie das SG-Luftsuchradar.

## Einheiten
| Name                          | Bauwerft | Kiellegung                                         | Stapellauf                   | Indienststellung             | Verbleib                                                                                           |
| Leningrad-Klasse (Projekt 1)  | Leningrad-Klasse (Projekt 1) | Leningrad-Klasse (Projekt 1)                       | Leningrad-Klasse (Projekt 1) | Leningrad-Klasse (Projekt 1) | Leningrad-Klasse (Projekt 1)                                                                       |
| ----------------------------- | --- | -------------------------------------------------- | ---------------------------- | ---------------------------- | -------------------------------------------------------------------------------------------------- |
| Leningrad                     | Sewernaja Werf, Leningrad | 5. November 1932                                   | 17. November 1933            | 5. Dezember 1936             | Im Mai 1963 als Zielschiff versenkt.                                                               |
| Charkow                       | Andre Marti, Werft Nr. 198, Nikolajew | 19. Oktober 1932                                   | 4. September 1934            | 19. Oktober 1938             | Am 6. Oktober 1943 von deutschen Flugzeugen versenkt.                                              |
| Moskwa                        | Andre Marti, Werft Nr. 198, Nikolajew | 29. Oktober 1932                                   | 1934                         | 10. August 1938              | Am 26. Juni 1941 nach Minentreffer gesunken.                                                       |
| Leningrad-Klasse (Projekt 38) | |                                                    |                              |                              | |
| Minsk                         | Sewernaja Werf, Leningrad | 5. Oktober 1934                                    | 6. November 1935             | 15. Februar 1939             | Am 23. September 1941 von deutschen Flugzeugen versenkt, gehoben und 1958 als Zielschiff versenkt. |
| Baku                          | Andre Marti, Werft Nr. 198, Nikolajew (Bauteile) Werft Nr. 199, Komsomolsk am Amur (Kiellegung) Werft Nr. 202, Wladiwostok (Fertigstellung) | 15. Januar 1935 10. März 1936 (erneute Kiellegung) | 25. Juli 1938                | 27. Dezember 1939            | Am 30. November 1963 abgebrochen.                                                                  |
| Tbilisi                       | Andre Marti, Werft Nr. 198, Nikolajew Werft Nr. 199, Komsomolsk am Amur                                                                     | 15. Januar 1935                                    | 24. Juli 1939                | 11. Dezember 1940            | Am 31. Januar 1964 abgebrochen.                                                                    |